# Il·liri
Il·liri (en grec antic: Ἰλλυριός) va ser un heroi grec i l'últim fill de Cadme i d'Harmonia. Va néixer quan Cadme dirigia una expedició a la costa adriàtica contra els il·liris. Il·liri va donar nom a la regió d'Il·líria, on va regnar, i per això se'l considera epònim del territori i dels seus habitants. Una altra versió fa que Il·liri sigui fill del ciclop Polifem i de Galatea.